# Mami Corso
Mami  Pacha surnommé Mami Corso,  à l'origine Philippo de Pino ou Fillipu d'Arbarella est né à Pino en Corse. C'est un renégat du XVIe siècle, devenu pirate barbaresque algérien. Allié aux Turcs, il est à l'origine de l'enlèvement de plusieurs centaines de Corses.

## Biographie
Fait prisonnier par des Maures, Philippo se convertit à l'islam et de ce fait, retrouve sa liberté. Il prend le nom de Mami Pacha.
Il devient lieutenant d'Euludj Ali et s'apparente à Hassan Corso. Il est également ami avec le mercenaire Sampiero Corso.
Il razzie la Corse, sa patrie d’origine pendant près d’un quart de siècle.
En 1560,  il saccage  Morsiglia et Centuri, puis Borgo et Vescovato.
En 1562, Canarosso, un corsaire d'Alger d'origine ligure capture un navire corse près des côtes de l'île et  amène les prisonniers à Bône où se trouve Mami Corso. Celui-ci reconnaît un des captifs, le libère et châtie Canarosso  pour avoir capturé des personnes  couvertes par le roi de France.
En 1563, alors qu'il s'apprête à razzier son village natal, le Supérieur du couvent San Francesco voisin, qui  lui avait appris à lire et à écrire, va à sa rencontre et lui fait honte. Le renégat se retire mais  va piller Morsiglia, Centuri et Minerviu (Barrettali).
En octobre 1569, Uludj Ali quitte brusquement Alger, et laisse la direction de la ville à Mami Corso.
En 1578, il attaque l'Ornano, patrie de ses amis les d’Ornano.
En 1583,  à la tête d'une armée de Maures, il emporte la ville de Sartène qu'il incendie et où il capture  entre 400 et 500 habitants.